# Joseph Aké Yapo
Mons. Joseph Aké Yapo (* 11. dubna 1951, Memni) je římskokatolický duchovní z Pobřeží slonoviny a emeritní arcibiskup Gagnoy.

## Život
Narodil se 11. dubna 1951 v Memni.
Po základní škole studoval v nižším semináři v Bingerville a Yopougonu. Poté studoval ve vyšším semináři v Anyamě. Dne 9. července 1978 byl vysvěcen na kněze a inkardinován do arcidiecéze Abidžan. Studoval na univerzitě v Abidžanu a také na Papežském biblickém institutu, kde získal licenciát biblistiky. Absolvoval také biblický kurz v Jeruzalémě.
Po vysvěcení byl profesorem v nižším semináři v Bingerville. V letech 1990-1994 byl farářem v Abidžanu a profesorem posvátných textu na I.C.A.O.. roku 1994 se stal sekretářem Biskupské konference Pobřeží slonoviny.
Dne 15. května 2001 jej papež Jan Pavel II. jmenoval pomocným biskupem arcidiecéze Abidžan a titulárním biskupem z Castellum Tatroportus. Biskupské svěcení přijal 2. září 2001 z rukou kardinála Bernarda Agré a spolusvětiteli byli arcibiskup Auguste Nobou a biskup Paul Dacoury-Tabley.
Dne 21. července 2006 jej papež Benedikt XVI. jmenoval biskupem diecéze Yamoussoukro.
Od června 2008 do června 2011 byl předsedou Biskupské konference Pobřeží slonoviny.
Dne 22. listopadu 2008 byl ustanoven metropolitním arcibiskupem Gagnoy a 4. října 2023 přijal papež František jeho rezignaci z důvodu dosažení kanonického věku 75 let.